# 8 Mile
8 Mile er en amerikansk hip-hop dramafilm fra 2002, med rapperen Eminem i hovedrollen. Filmen er instrueret af Curtis Hanson, og udover over Eminem medvirker også Kim Basinger, Brittany Murphy og Mekhi Phifer. Filmen starter ud i Detroit, USA i 1995, hvor den hvide rapper Jimmy "B-Rabbit" Smith Jr. (Eminem) kæmper for at få respekt af sin sorte omgangskreds. Filmen vandt en Oscar i kategorien "Best Original Soundtrack" for Eminems "Lose Yourself".

## Handling
Filmen starter med, at man ser B-Rabbit (også kaldet Bunny Rabbit) stå ude på et toilet før han skal ind og "rapbattle" i den lokale klub. Trods stor opbakning fra showets vært, Rabbits ven "Future", går klappen ned for Rabbit på scenen, og han er nødt til at melde sig ud af kampen under stor ydmygelse.
Efter denne scene fokuserer filmen nu på selve Rabbits kaotiske liv: En ung og deprimeret metalarbejder, der kæmper med forskellige klassiske problemer i sit liv. Han er, efter at han har slået op med sin kæreste Jeaneane, flyttet tilbage til det nordlige 8 Mile til sin alkoholiserede og arbejdsløse mor, sin lillesøster Lily, og moderens voldelige kæreste, Greg, der alle bor i en stor, gammel skurvogn. Det eneste, Rabbit ønsker sig, er at få sig en musikalsk karriere indenfor rap.
I starten af filmen indser Rabbit, at hans liv stort set ikke har ændret sig, siden han gik i folkeskole, og at han er offer for sine egne handlinger og skyder skylden på alle andre omkring ham. Efter at han en dag på sit arbejde møder Alex, som han straks falder for, begynder hans liv at ændre sig. Han begynder nu at tage ansvar for sine handlinger, og han begynder samtidigt at stille spørgsmål til sin vennegruppe, der mest består af dagdrømmere, der altid taler om blive til noget uden at gøre det store ved det. En dag opdager Eminem Alex sammen med Wink, en tvivlsom ven, der havde lovet at hjælpe Rabbit med at komme frem. Wink havde ligeledes lovet at hjælpe Alex i hendes drøm om at blive model; om det er grunden til deres affære, er uklart. Rabbit banker Wink, og da han senere på aftenen kommer tilbage til skurvognen, kører en stor bil pludselig frem mod ham. Ud stiger der 6 mænd fra Winks gruppe "The free world", som alle giver sig til at banke ham som hævn. Dagen efter på sit arbejde kommer Alex og siger at hun tager til New York, men at hun havde håbet på at kunne se ham rapbattle en sidste gang og vinde over The Free World. Selvom at Rabbit er skuffet over Alex, tager han alligevel derhen, hvor han med hjælp fra sine gamle venner vinder overbevisende over lederen af The Free World ved at "disse" sig selv og vise, hvem han er, og samtidig afsløre The Free Worlds leder som en forkælet privatskole- og middelklassedreng og hans "nigger rap" som hykleri.

## Medvirkende
- Eminem som Jimmy "B-Rabbit" Smith, Jr.
- Kim Basinger som Stephanie Smith (Jimmys mor)
- Mekhi Phifer som David "Future" Porter (Jimmys bedste ven)
- Chloe Greenfield som Lily Smith (Jimmys lille søster)
- Brittany Murphy som Alexandra "Alex" Latourno (Jimmys kortvarige kærlighed)
- De'Angelo Wilson som DJ Iz
- Evan Jones som Cheddar Bob
- Omar Benson Miller som Sol George
- Eugene Byrd som Wink
- Anthony Mackie som Papa Doc
- Xzibit som mandlig rapper ved madvogn.
- Proof som Lil Tic (cameo)
- Michael Shannon som Greg Buehl
- Taryn Manning som Janeane